# Inge Dekker
Inge Dekker, född 18 augusti 1985 i Assen, Drenthe är en fjärils- och frisimsimmare från Nederländerna. Hennes yngre syster Lia är också medlem i det nederländska simlandslaget.

## Karriär

### OS
Dekker vann brons på 4x100 m frisim lagkapp under sommar-OS 2004 i Aten, Grekland. Hon gjorde det tillsammans med Inge de Bruijn, Marleen Veldhuis och Chantal Groot. I Olympiska sommarspelen 2008 i Peking, Kina, blev Dekker olympisk mästare i 4x100 m frisim tillsammans med Ranomi Kromowidjojo, Femke Heemskerk och Marleen Veldhuis. Vid sommar-OS 2012 i London blev det återigen medalj med det nederländska laget på 4x100 m frisim, denna gång en silvermedalj.

### VM
Mellan 2009 och 2013 har Dekker vunnit sex medaljer vid världsmästerskapen i simsport, varav tre stycken guld. Hennes största individuella framgång är guldet på 50 m fjärilsim 2011.

### Fotnoter
1. ↑  ”Inge Dekker Bio, Stats, and Results - Olympics at Sports.reference.com”. sportsreference.com. Sportsreference. Arkiverad från originalet den 30 december 2012. https://www.webcitation.org/6DHwtQJdy?url=http://www.sports-reference.com/olympics/athletes/de/inge-dekker-1.html. Läst 14 december 2015.
2. ↑  http://www.fina.org/sites/default/files/swimming_50m.pdf HistoFINA - SWIMMING MEDALLISTS AND STATISTICS AT FINA WORLD CHAMPIONSHIPS (50M) (engelska)